# Metzgeria japonica
Metzgeria japonica là một loài Rêu trong họ Metzgeriaceae. Loài này được (S. Hatt.) Kuwah. mô tả khoa học đầu tiên năm 1978.